# Józefa Hałacińska
Józefa Hałacińska (właśc. Joanna Ewa Hałat; ur. 5 maja 1867 w Bulowicach, zm. 9 lutego 1946 w Płocku) – Służebnica Boża, polska zakonnica katolicka, założycielka oraz pierwsza przełożona Zgromadzenia Sióstr Męki Pana Naszego Jezusa Chrystusa.

## Życiorys
Pochodziła z wielodzietnej rodziny rolniczej Jana i Teresy z d. Stuglik. Po śmierci ojca 14 mają 1887 roku wstąpiła do klauzurowych franciszkanek Najświętszego Sakramentu w Kętach. W 1889 roku przedstawiła swój plan założenia zgromadzenia Męki Pańskiej przełożonej matce Marii Łempickiej i o. Honoratowi Koźmińskiemu. Konsekwencją tej deklaracji było przeniesienie nowicjuszki do Zgromadzenia Córek Matki Bożej Bolesnej, gdzie 2 sierpnia 1889 roku złożyła śluby zakonne. Wobec represji ze strony władz carskich za jej namową matka Małgorzata Szewczyk zdecydowała o przeniesieniu zgromadzenia na teren Galicji. S. Katarzyna Hałacińska, bo takie imię przyjęła, otrzymała misję zdobycia poparcia dla osiedlenia serafitek. Jej starania przyniosły zgodę kard. Albina Dunajewskiego, a siostrze Katarzynie Hałacińskiej powierzono budowę kolejnych, po osiedleniu w Hałcnowie domów zakonnych w Oświęcimiu (1892-94), Żywcu (1896-97), Stryju (1897-1902), a także sierocińca w Oświęcimiu (1902-05).
Przez 30 lat pracy w Zgromadzeniu Serafitek 16 lat była przełożoną w domach w Jarosławiu, Oświęcimiu, Stryju i Żywcu, a także zastępczynią przełożonej generalnej (1901-05) i ekonomką generalną (1909-1912).
Po zasięgnięciu opinii spowiedników i teologów (m.in. ks. Jana Balickiego i Kazimierza Waisa) w kwestii realizacji założenia zgromadzenia o charakterze pasyjnym udała się do bp. Adama Sapiehy, który poparł te zamierzenia i polecił skierować prośbę do Stolicy Apostolskiej. Po otrzymaniu reskryptu z Kongregacji de Religiosis opuściła zgromadzenie serafitek by ze względu na zewnętrzny cel nowego zgromadzenia poszukać miejsca do jego realizacji. Pozwolenie na osiedlenie w diecezji płockiej otrzymała od abp. Antoniego Juliana Nowowiejskiego i już we wrześniu 1919 roku zamieszkała w pierwszym domu nowego zgromadzenia w Płocku (późniejszym domu głównym). 4 października 1921 roku odbyły się pierwsze obłóczyny, na których przyjęła imię Józefa, a po odbyciu dwuletniego nowicjatu i złożeniu profesji zakonnej 15 czerwca 1923 roku została wybrana przełożoną generalną. Na jej prośbę abp Nowowiejski wyznaczył na opiekuna duchowego pasjonistek ks. dr. Leona Wetmańskiego.
Po zorganizowaniu trzech domów w Płocku podjęła się opieki nad sierocińcem w Janowie (1923), zakładem dla starców w Janowie Lubelskim (1926) i szpitalem w Rypinie (1927). Założyła domy w Grodzisku, Porębie Żegoty, Staroźrebach, Dąbrowie Górniczej, Trąbkach, Końskich, Świedziebni, Mucharzu, Proboszewicach i Warszawie. Pasjonistki pod kierunkiem Józefy Hałacińskiej organizowały przedszkola, sierocińce, opiekowały się dziećmi opuszczonymi, chorymi, samotnymi, starcami i prowadziły katechizację w szkołach podstawowych.
Po wybuch II wojny światowej nastąpiły aresztowania sióstr, internowania i wywózki na roboty (kilkadziesiąt zostało wywiezionych do niemieckiego obozu koncentracyjnego Soldau (KL)), a także likwidacja placówek i domów zgromadzenia co jednak nie wpłynęło na postawę przełożonej pasjonistek. Odmowa przyjęcia niemieckiego obywatelstwa zmusiła matkę Józefę do ukrywania się przed gestapo. Powstanie warszawskie przeżyła w stolicy, a po zakończeniu wojny, ze względu na stan zdrowia przestała pełnić obowiązki przełożonej generalnej (1945 rok) i oddała się kultowi Męki Pańskiej. Zmarła w trakcie odmawiania psalmów nieszpornych. Pochowana została na cmentarzu „Starym” w Płocku.
Proces rogatoryjny (diecezjalny etap procesu beatyfikacyjnego) zakończony został w bazylice katedralnej Wniebowzięcia Najświętszej Maryi Panny w Płocku 31 sierpnia 2002 przez bp prof. Stanisława Wielgusa.

W czasie tej uroczystości o Służebnicy Bożej Józefie Hałacińskiej o. dr Gabriel Bartoszewski OFMCap. powiedział:

Wzbogaciła ona Kościół w nową rodzinę zakonną – Siostry Pasjonistki, ale przede wszystkim ubogaciła Kościół swoją świętością.